# Dandakozaur
Dandakozaur (Dandakosaurus indicus) – dwunożny, mięsożerny dinozaur z grupy teropodów (Theropoda).
Znaczenie nazwy - Jaszczur z lasu Dandakranya, w którym znaleziono jego szczątki.
Żył w okresie wczesnej jury (ok. 183-175 mln lat temu) na terenach subkontynentu indyjskiego. Długość ciała ok. 9 m, wysokość ok. 4 m, masa ok. 4 t. Jego szczątki znaleziono w Indiach (w stanie Andhra Pradesh).
Początkowo zaliczono dandakozaura do neoceratozaurów, późnej uznano go za bazalnego przedstawiciela tetanurów.